# This Land Is Your Land (Fear the Walking Dead)
«Esta tierra es tu Tierra»  —título original en inglés: «This Land Is Your Land»— es el decimotercer episodio de la tercera temporada de la serie de televisión posapocalíptica, horror Fear the Walking Dead. Se estrenó el 1 de octubre de 2017, estuvo dirigido por Meera Menon y el guion estuvo a cargo de Suzanne Heathcote.
Este episodio marca la aparición regular final de Sam Underwood (Jake Otto), quien murió en el episodio anterior después de ser mordido en el brazo por un infectado y desangrado hasta morir cuando su brazo fue amputado en un intento de salvarlo.

## Trama
La despensa a la que Alicia evacuó a todos no tiene suficiente aire para todos; pide que los mordidos se acerquen. A una docena de personas se les administra morfina y se les practica la eutanasia. Angustiada como su verdugo, Alicia se une a la viuda del 9/11, Christine.  La gente comienza a desmayarse y algunos ya muertos comienzan a reanimarse; Alicia mata a uno en una caída antes de desmayarse. Mientras se arrastra por un intrincado sistema de ventilación, Perro Loco entra en pánico e hiperventila hasta que Ofelia lo calma. Más tarde, Perro Loco se derrumba mientras Ofelia está lidiando a un muerto viviente de un ventilador y ella apenas sobrevive. Nick y Troy atraviesan la manada y quedan atrapados en el helicóptero. Ofelia y Perro Loco encienden el depósito de combustible del rancho. Madison, Strand y Walker regresan y rescatan a Nick, Troy y Alicia, la única superviviente de la despensa. Se preparan para regresar a la presa pero Alicia se niega a ir, queriendo ir sola a la cabaña de Jake y encontrar su propia manera de vivir en el mundo.

## Recepción

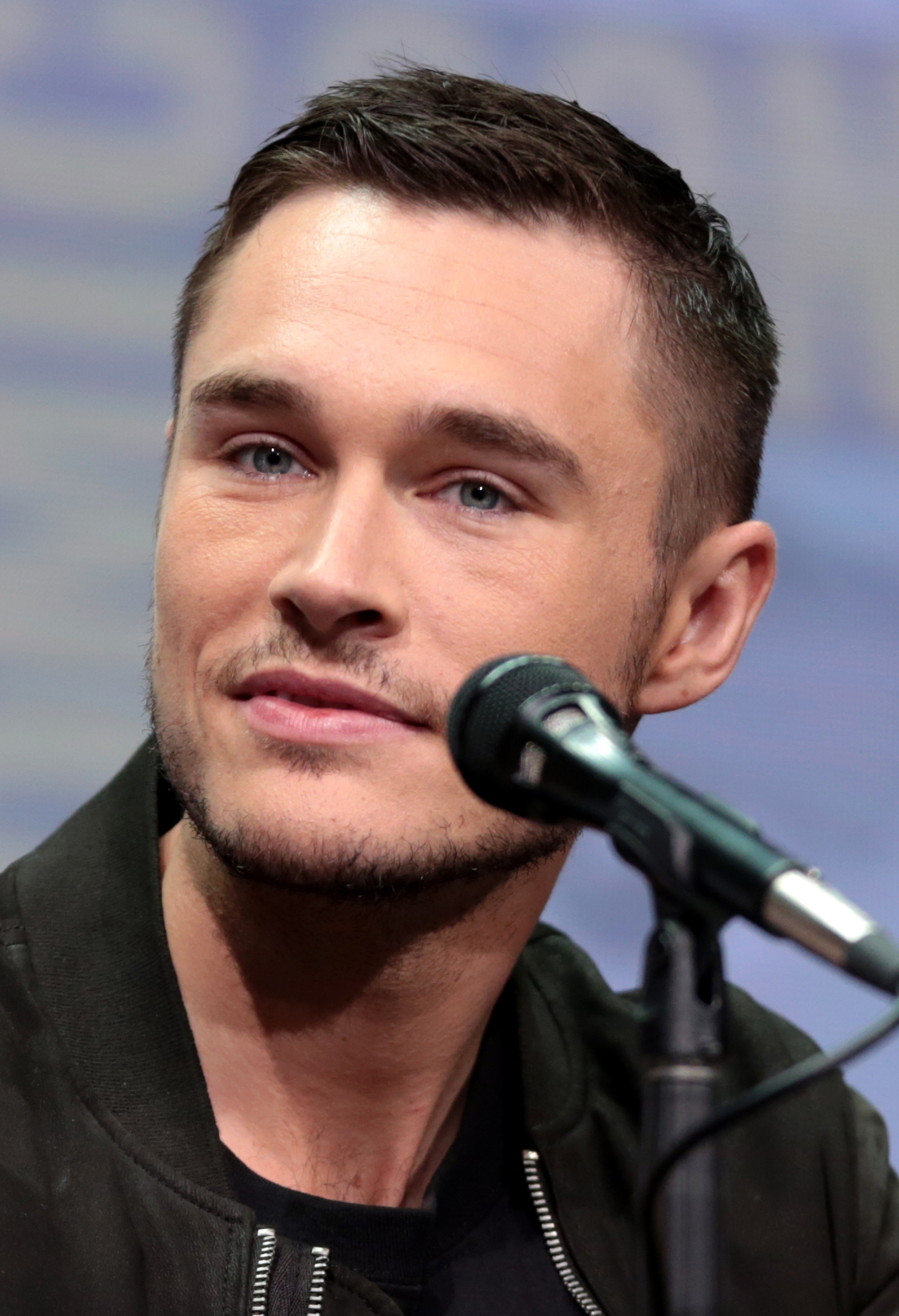
Sam Underwood hizo su última aparición regular como Jeremiah "Jake" Otto en este episodio.

David S.E Zapanta de Den of Geek le dio a "This Land Is Your Land" una revisión muy positiva, con una calificación de 4.5 / 5, indicando; "Fear the Walking Dead ofrece un episodio fuerte que le da a The Walking Dead una carrera seria por su dinero".

### Calificaciones
"This Land Is Your Land" fue visto por 2,38 millones de espectadores en los Estados Unidos en su fecha de emisión original, por encima de la calificación del episodio anterior de 2,08 millones.